# Сведение (теория сложности вычислений)
Сведе́ние в теории сложности вычислений — преобразование одной задачи к другой. В общем случае, для алгоритма, преобразующего экземпляры задачи {\displaystyle P_{1}} в экземпляры задачи {\displaystyle P_{2}}, которые имеют тот же ответ («да» или «нет»), говорят, что {\displaystyle P_{1}} сводится к {\displaystyle P_{2}}, таким образом, сводимость — это отношение между двумя задачами. С помощью такой связи могут быть доказаны вычислимость задачи или её принадлежность тому или иному классу сложности.
Некоторые виды сведений: сведение по Куку, сведение по Карпу, сведение по Левину, сведение по Тьюрингу. Сведение по Тьюрингу — наиболее общая форма сведения: некоторый алгоритм (вычислимый на машине Тьюринга) может быть вызван любое количество раз, при этом каждый вызов будет считаться за один шаг алгоритма; для формального определения сводимости по Тьюрингу используется понятие тьюринг-машины с оракулом.